# NGC 3377
NGC 3377 és una galàxia el·líptica (E5) localitzada en la direcció de la constel·lació del Lleó. Posseeix una declinació de +13° 59' 09" i una ascensió recta de 10 hores, 47 minuts i 42,3 segons.
La galàxia NGC 3377 va ser descoberta el 8 d'abril de 1784 per William Herschel.